# Dreamtime
Dreamtime — девятый студийный альбом британской рок-группы The Stranglers, записанный с продюсером Эриком Кемпом и выпущенный в 1986 году на лейбле Epic Records.
Диск, названный в честь заглавного трека, тема которого — система верований коренных жителей Австралии, связанная с понятием «время сна», — не считается концептуальным, несмотря на то, что концепция «двойного времени», принятая у аборигенов, подробно описана на вкладыше к виниловому релизу.
Звучание альбома, стилистически продолжавшего начатое в Aural Sculpture, оказалось смягчено и замедленно; в аранжировках были использованы стил-гитара и духовая секция. Критики, отметив как лучшие песни «Nice in Nice» и «Always the Sun», в целом невысоко оценили пластинку.
Из песен альбома в концертный репертуар группы перешли «Always the Sun» и «Shaking Like a Leaf», композиция, в которой отчетливо слышны мотивы джаза и свинга.
В Epic были уверены, что сингл станет хитом, вложили в его раскрутку большие средства и соответствующие надежды связывали с альбомом. Однако сингл «Always the Sun» добрался лишь до #30 в UK Singles Chart, а сам альбом — остановился на #16.

## Список композиций
Слова и музыка всех песен — написаны группой The Stranglers.
| №  | Название                          | Длительность |
| -- | --------------------------------- | ------------ |
| 1. | «Always the Sun»                  | 4:51         |
| 2. | «Dreamtime»                       | 3:43         |
| 3. | «Was It You?»                     | 3:40         |
| 4. | «You’ll Always Reap What You Sow» | 5:12         |
| 5. | «Ghost Train»                     | 5:04         |

| №                   | Название              | Длительность |
| ------------------- | --------------------- | ------------ |
| 1.                  | «Nice in Nice»        | 3:54         |
| 2.                  | «Big in America»      | 3:17         |
| 3.                  | «Shakin’ Like a Leaf» | 2:35         |
| 4.                  | «Mayan Skies»         | 3:55         |
| 5.                  | «Too Precious»        | 6:49         |
| Общая длительность: | Общая длительность:   | 43:00        |

| №   | Название                  | Длительность |
| --- | ------------------------- | ------------ |
| 11. | «Since You Went Away»     | 2:53         |
| 12. | «Norman Normal»           | 4:33         |
| 13. | «Dry Day»                 | 5:02         |
| 14. | «Hitman»                  | 4:21         |
| 15. | «Was It You?» (7"-версия) | 2:57         |
| 16. | «Burnham Beeches»         | 3:50         |

## Участники записи
| The Stranglers: - Хью Корнуэлл — гитара, вокал - Жан-Жак Бёрнел — бас-гитара, вокал - Дэйв Гринфилд — клавишные, бэк-вокал - Джет Блэк — ударные | Приглашённые музыканты: - Алекс Гиффорд — саксофон - Хилари Копс — труба - Мартин Вейси — труба - Би Джей Коул — педал-стил-гитара - Саймон Мортон — перкуссия |